# Lake Zurich
Ne doit pas être confondu avec Lac de Zurich.
Lake Zurich est un village du comté de Lake dans l'Illinois, aux États-Unis,. Situé au sud-est du comté, il est incorporé le 20 octobre 1896.

## Démographie
Lors du recensement de 2010, le village comptait une population de 19 631 habitants. Elle est estimée, en 2016, à 19 967 habitants.

## Source de la traduction
- (en) Cet article est partiellement ou en totalité issu de l’article de Wikipédia en anglais intitulé « Lake Zurich, Illinois » (voir la liste des auteurs).